# Forma Chen di 38 posizioni
La forma dei 38 movimenti del Taijiquan stile Chen, creata dal maestro Chen Xiaowang negli anni ottanta del secolo scorso, raccoglie in sé tecniche e modalità sia della forma antica Lao Jia che di quella più recente Xin Jia.
Si sviluppa attraverso un ottimo bilanciamento che alterna movimenti lenti e fluidi ad altri veloci e potenti. È suddivisa in quattro sezioni, ognuna delle quali comprende nove movimenti (apertura e chiusura a parte). Mantiene, inoltre, le caratteristiche e la potenzialità delle sequenze tradizionali, rendendola un ottimo strumento di studio e di lavoro.
È in generale considerata una forma intermedia, presentando il doppio dei movimenti di quelle iniziali che sono anche vari e dinamici. La sua lunghezza sollecita particolarmente l'atleta dal punto di vista fisico e la sua pratica richiede una buona padronanza degli esercizi di avvolgere il filo di seta e delle forme basiche come quella delle 19 posizioni.
Le prime due sezioni pongono l'accento sulla flessibilità e sulla coordinazione tra parte inferiore e superiore del corpo. Nella terza e quarta parte sono invece enfatizzati l'aspetto fisico e muscolare attraverso una rapida successione di tecniche fajin.
| Posizione       | Nome in cinese          | Nome in italiano                                  | Movimenti |
| prima sezione   |                         |                                                   |           |
| 1               | yu bei shi              | preparazione                                      | 5         |
| 2               | jin gang dao dui        | Jin Gang pesta nel mortaio                        | 4         |
| 3               | bai he liang chi        | la gru bianca spiega le ali                       |           |
| 4               | shang san bu            | muovere tre passi in avanti                       | 5         |
| 5               | xie xing                | avanzare in diagonale                             |           |
| 6               | lou xi                  | spazzolare il ginocchio                           |           |
| 7               | qian tang ao bu         | passo in avanti con torsione                      |           |
| 8               | yan shou hon quan       | nascondere la mano e dare un pugno                |           |
| 9               | pie shen chuan          | piegarsi con la schiena                           |           |
| 10              | shuang tui shou         | spingere con entrambe le mani                     |           |
| seconda sezione |                         |                                                   |           |
| 11              | san huan zhang          | tre cambi di palmo                                |           |
| 12              | zhou di chui            | il pugno sotto il gomito                          |           |
| 13              | dao juan gong           | indietreggiare ruotando le braccia                |           |
| 14              | tui bu ya zhou          | arretrare premendo con il gomito                  |           |
| 15              | bai she tu xin          | il serpente bianco mostra la lingua               |           |
| 16              | Shan tong bei           | il fulmine attraversa la schiena                  |           |
| 17              | qian lang ao bu         | passo in avanti con torsione                      |           |
| 18              | qing long chu shui      | il drago verde (azzurro) emerge dalle acque       |           |
| 19              | ji di chui              | il pugno colpisce il suolo                        |           |
| terza sezione   |                         |                                                   |           |
| 20              | ti er qi (o er qi jiao) | girarsi e calciare due volte nell'aria            |           |
| 21              | hu xin quan             |                                                   |           |
| 22              | qian zhao               | finta in avanti                                   |           |
| 23              | hou zhao                | finta all'indietro                                |           |
| 24              | you den yigen           | calciare col tallone sinistro                     |           |
| 25              | zuo den yigen           | calciare col tallone destro                       |           |
| 26              | yu nu chuan suo         | la ragazza di giada lancia la spola               |           |
| 27              | lan zha yi              | tenere pigramente il lembo del vestito            |           |
| 28              | liu feng si bi          | sei sigilli e quattro chiusure (finta chiusura)   |           |
| quarta sezione  |                         |                                                   |           |
| 29              | Dan Bian                | frusta semplice                                   |           |
| 30              | que di long             | il drago si distende al suolo                     |           |
| 31              | shang bu qi xing        | avanzare nella forma (o pugno) delle sette stelle |           |
| 32              | xiao qinda              | piccola presa e attacco                           |           |
| 33              | yun shou                | muovere le mani come le nuvole                    | 7         |
| 34              | gao tan ma              | accarezzare la criniera del cavallo               |           |
| 35              | shuang bai lian         | spazzare il loto con entrambe le mani             |           |
| 36              | dang tou pao            | colpire con il pugno di cannone                   |           |
| 37              | jin gang dao dui        | Jin Gang pesta nel mortaio                        | 4         |
| 38              | shou shi                | chiusura                                          | 5         |